# Суздальская регата на швертботах «Лагуна-Комби»
Су́здальская регата на швертботах «Лагуна-Комби» — традиционное ежегодное любительское соревнование по парусному спорту на короткие дистанции, состоявшее из серии гонок на швертботах, прототипом которых были лодки «Пионер» и «Лагуна». Соревнования длились в течение одного дня. Проводились с 2011 по 2019 год на Нижнем Суздальском озере в Санкт-Петербурге и на других водоёмах Северо-Запада.
В сезоне 2013 года число стартов стало больше, а уровень подготовки участников вырос. Многофункциональность «Лагуны-Комби» позволяет ей вписаться практически в любой российский водоём, благодаря чему швертбот в 2012 году принял участие в стартах на выезде — на Псковском озере и в московском яхт-клубе «Пирогово». В 2013 году поклонников паруса принял Череповец. Регаты на «Лагунах» проходят в два этапа: первый — групповые гонки, где каждая команда имеет минимум два шанса выйти в следующий круг соревнований, и второй — собственно финал.
Главной целью этой регаты являлась популяризация парусного спорта и здорового образа жизни. Принять участие в ней мог любой желающий вне зависимости от наличия опыта хождения под парусом.
Организатором и спонсором Суздальской регаты на швертботах «Лагуна-Комби» был Борис Николаевич Ершов.
При открытии регаты Борис Ершов напомнил участникам и зрителям соревнования, что традиция парусного спорта на Суздальских озёрах началась в конце XIX века.
С 2017 по 2019 год организацией этой регаты занимался «Лагуна-Комби клуб».
Регата описана в авторитетных в среде маломерного флота журналах «Катера и Яхты», «Тарпон», «Yacht Russia».
Регата освещалась не только на муниципальных ресурсах, но и на ресурсах города федерального значения Санкт-Петербурга.
На федеральном сайте партии «Единая Россия» размещена информация о поздравлении участников регаты от имени помощника депутата Законодательного Собрания Санкт-Петербурга, заместителя секретаря регионального отделения партии «Единая Россия».
Сюжеты о регате были в топ-новостях телеканала «Санкт-Петербург».